# جورج س. باترسون
جورج س. باترسون (بالإنجليزية: George C. Paterson)‏ هو لاعب كرة قدم أمريكية أمريكي، ولد في 1 مايو 1891 في أوستين في الولايات المتحدة، وتوفي في 29 نوفمبر 1945.